# شجرة شيرين وفرهاد

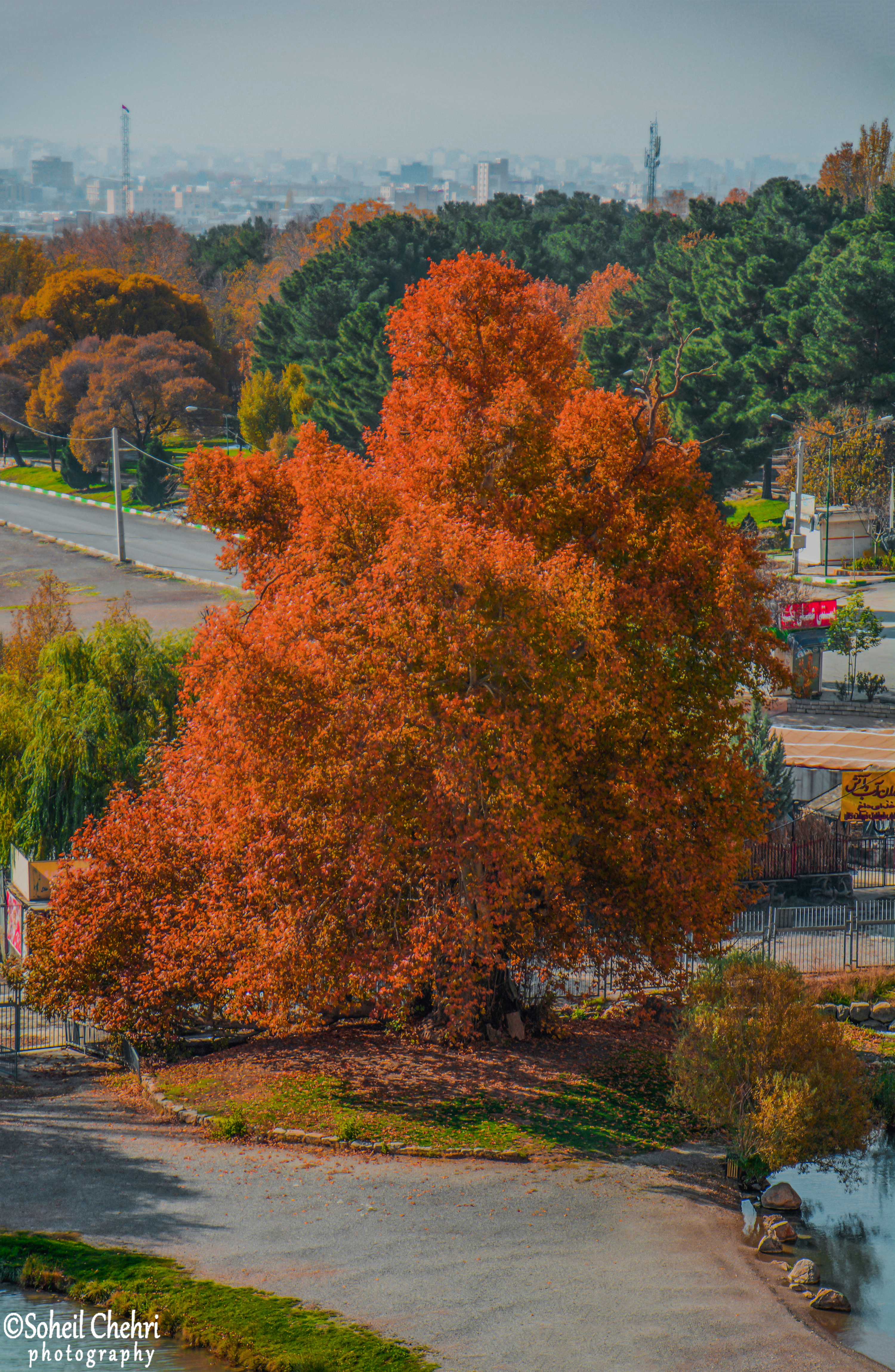
شجرة الرحمة كرمانشاه طاق بستان

إن اسم شجرة شيرين وفرهاد أو شجرة الرحمة (وبالكردية: دار شيرن وفه راي)؛ هو اسم أطلقه سكان كرمانشاه على شجرة جميز عمرها 700 عام، وتقع بجوار الموقع التاريخي «طاق بستان» في مدينة كرمانشاه، وتم تسجيلها كتراث طبيعي وطني في عام 2009. ويبلغ ارتفاع هذه الشجرة 37,7 مترًا وعرضها 8,46 مترًا. وبالإضافة إلى قيمتها الطبيعية، فهي ذات قيمة ثقافية وتاريخية بالنسبة لأهالي كرمانشاه.
لقد سجلت منظمة التراث الثقافي والحرف اليدوية والسياحة الإيرانية شجرة شيرين وفرهاد في عام 2009 كتراث طبيعي. وبلغ ارتفاع شجرة شيرين وفرهاد 37,7 مترًا وقطرها 8,46 مترًا في شهر مارس 2019. ويُتوقع أن هذه الشجرة غُرست في عام 1423 ميلادية.

## سبب تسمية الشجرة بهذا الاسم
تسمى هذه الشجرة، شجرة شيرين وفرهاد في الثقافة الشعبية للشعب الكردي في كرمانشاه. ومع ذلك، يطلق عليها البعض اسم شجرة الرحمة؛ نظرًا لأن صانع أحذية مُسن، يدعى رحمت كان منهمكًا في صنع الأحذية وسط حفرة في هذه الشجرة لسنوات عديدة. كما يشار إليها أحيانًا باسم «شجرة الجميز القديمة في طاق بستان».

## معنى شجرة ”بلاتانوس“ في طاق بستان في الثقافة والأدب
أصبحت شجرة بلاتانوس في طاق بستان تُستخدم في ثقافة أهالي كرمانشاه للكناية عن القِدَم والشيخوخة، وكذلك عن العظمة، وتُعد أيضًا أحد رموز هذه المدينة.

## التراث الشعبي
نجد في قصائد التراث الشعبي والمعتقدات الشعبية لأكراد كرمانشاه أن شيرين غَرست هذه الشجرة عندما كُسرت ساق حصان خسرو برويز (كسرى الثاني) ولقائها بفرهاد في منطقة طاق بستان؛ وذلك كدليل على حبها لفرهاد، ويعود تاريخ هذه الشجرة إلى العصر الإمبراطورية الساسانية. ولهذا السبب يطلقون على هذه الشجرة في الثقافة الشعبية اسم شجرة شيرين وفرهاد (وبالكردية: دار شيرن وفه راي).

## الأدب الروائي
نجد في الثقافة الشعبية لأهالي مدينة كرمانشاه أن علي أشرف درويشيان أشار عدة مرات إلى مكانة هذه الشجرة في رواية «سال هاي ابري» (السنوات الغائمة)، حيث قال: أدعو من كل قلبي وأقول: يا إلهي يا أعظم من كل شيء... إلخ. وأنت أعظم من شجرة الجميز في طاق بستان... إلخ. وأعظم من السماء الـ 7 أيضًا... إلخ. إفعل شيئًا لتنجي والدتي من الموت

## حفلة عيد ميلاد
بمناسبة الذكرى السنوية الـ 596 (حسب التقديرات) لغرس شجرة شيرين وفرهاد، أقامت الهيئة الثقافية والاجتماعية والرياضية لبلدية كرمانشاه حفلًا في 3 مارس 2019، تم خلاله عرض بعض البرامج، من قبيل الرسم العام وفن تحريك الدمى للأطفال مع التركيز على البيئة، تزامنًا مع أسبوع الموارد الطبيعية ويوم غرس الأشجار، كما تم قطع كعكة بمناسبة الذكرى السنوية الـ 596 لميلاد هذه الشجرة.